# Trompo
 (octobre 2015).
Si vous disposez d'ouvrages ou d'articles de référence ou si vous connaissez des sites web de qualité traitant du thème abordé ici, merci de compléter l'article en donnant les références utiles à sa vérifiabilité et en les liant à la section « Notes et références ».

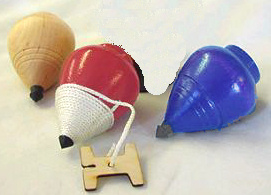
Exemples de trompos, faisant apparaître la ficelle utilisée pour mettre le trompo en rotation, qui caractérise ce type de toupie.

Un trompo est une toupie espagnole ; les Espagnols l'utilisaient pour des courses[Lesquelles ?][pas clair].